# Bengt Stilgård
Bengt Rune Sigward Stilgård, född 28 januari 1927 i Lyse socken, död 5 november 1976 i Göteborg, var en svensk snickare, bildhuggare, målare och tecknare.
Han var son till Reinhold Olsson och Thyra Lund. Stilgård utbildade sig först till möbelsnickare innan hans konstnärsdrömmar tog en fast form. Han studerade först målning och teckning på kvällsundervisningen vid ABC-skolan i Stockholm 1944–1947 därefter studerade han målning och grafik vid Börge Hovedskous målarskola i Göteborg 1957–1964 samt genom självstudier under resor till Frankrike, Danmark och Norge. Tillsammans med fyra andra grafiker ställde han ut på Galleri Christinæ i Göteborg 1961 och tillsammans med Daga Adolfsson och Yngve Petersen ställde han ut på Sparbankshallen i Göteborg 1965. Under 1960- och 1970-talen ställde han ut separat ett flertal gånger på olika Göteborgsgallerier bland annat Lorensbergs konstsalong och Galleri Majnabbe. Hans konst består av stilleben, figurmotiv och landskapsbilder ofta med motiv från Lysekilstrakten utförda i olja, akvarell eller som grafik. Som bildhuggare var han helt autodidakt men som utbildad möbelsnickare fanns en starkt utvecklad träkänsla. Stilgård är representerad vid Bohusläns museum. Han är begravd på Östra kyrkogården i Göteborg.    